# Keith Allen (acteur)
Pour les articles homonymes, voir Keith Allen et Allen.
Keith Allen est un acteur, humoriste, musicien, chanteur-compositeur-interprète, artiste, auteur et présentateur de télévision gallois, né le 2 septembre 1953 à Swansea.
Son frère cadet est l'acteur Kevin Allen.

## Biographie
Son père était officier dans la marine anglaise et sa mère serveuse, il est le cadet de trois enfants. Keith, jeune, a fait du théâtre et de la danse, mais plus tard son père l'envoie en pension. Puis, il devient acteur à partir de 1983. 
Depuis, Keith Allen enchaîne les rôles au cinéma et à la télévision. 

### Carrière
En 2001, il a joué Jim Napeworth dans un épisode de la série Murder in Mind. Il apparaît également dans le drame Hospital Drama la même année. 
En 2005, Allen présente l'émission Endemol-produced sur la BBC Two aux côtés de Ulrika Jonsson, John Humphrys et Clarissa Dickson Wright. 
De 2006 à 2009, il a joué dans la série télévisée Robin des Bois interprétant le shérif de Nottingham. Il a eu beaucoup de succès grâce à ce rôle.

### Vie personnelle
En 1982, Keith épouse Alison Owen avec qui il a eu deux enfants (Lily Allen et Alfie Owen-Allen). Ils divorcent en 1989 et Keith se remarie avec Nira Park (de qui il divorcera ensuite).
Il vit maintenant avec l’actrice Tamzin Malleson. En 2006, le couple a eu une petite fille prénommée Teddie.
Une rumeur dit qu'il est le père de huit enfants. En réalité, il n'en a que cinq : la chanteuse Lily Allen, l’acteur Alfie Owen-Allen, une fille, Grace Peters, et un fils, Kevin Marshall, et enfin la plus jeune, Teddie.

## Filmographie

### Télévision

#### Téléfilms
- 2012 : L'Île au trésor : Pew

#### Séries télévisées
- 1998 : Comment devenir une rock star : Slick Sloan
- 2004 : Black Books : Dave 'Mouse Ear' Smith (saison 3, 1 épisode)
- 2006 : Manchester Passion : présentateur / Pontius Pilate
- 2006-2009 : Robin des Bois : Le shérif de Nottingham
- 2011-2015 : Journal d'une ado hors norme

### Cinéma
- 1983 : Loose Connections
- 1987 : Comrades
- 1990 : Chicago Joe et la showgirl
- 1991 : Kafka
- 1992 : Rebecca's Daughters
- 1993 : Beyond Bedlam
- 1993 : The Young Americans
- 1994 : Le Deuxième Père
- 1994 : Captives
- 1994 : Petits Meurtres entre amis
- 1996 : Trainspotting
- 1996 : Loch Ness
- 1997 : Preaching to the Perverted
- 2001 : Mike Bassett: England Manager
- 2001 : Ma femme est une actrice
- 2001 : Les Autres
- 2003 : 24 hour party people
- 2003 : Assassinez Hitler : Le major général Colin Gubbins
- 2003 : Le Baiser de l'ours
- 2004 : Cody Banks, agent secret 2 : Destination Londres
- 2004 : De-Lovely
- 2004 : Ils se marièrent et eurent beaucoup d'enfants
- 2007 : The good night
- 2008 : A Film with Me in It
- 2010 : The Calculus of Love : Professeur Bowers
- 2010 : Come on Eileen ; Martin
- 2012 : Vinyl : Minto
- 2016 : Eddie the Eagle